# شهرداری آلوکسنه
شهرداری آلوکسنه (به لاتین: Alūksne Municipality) یک شهرداری در کشور لتونی است.

## خصوصیات
شهرداری آلوکسنه ۱۹٬۵۵۸ نفر جمعیت دارد.